# Рябчик шаховий
Ря́бчик ша́ховий (Fritillaria meleagris L.) — отруйна багаторічна рослина родини лілійних. Вид занесений до Червоної книги України і Польщі. Декоративна та лікарська культура.

## Назва

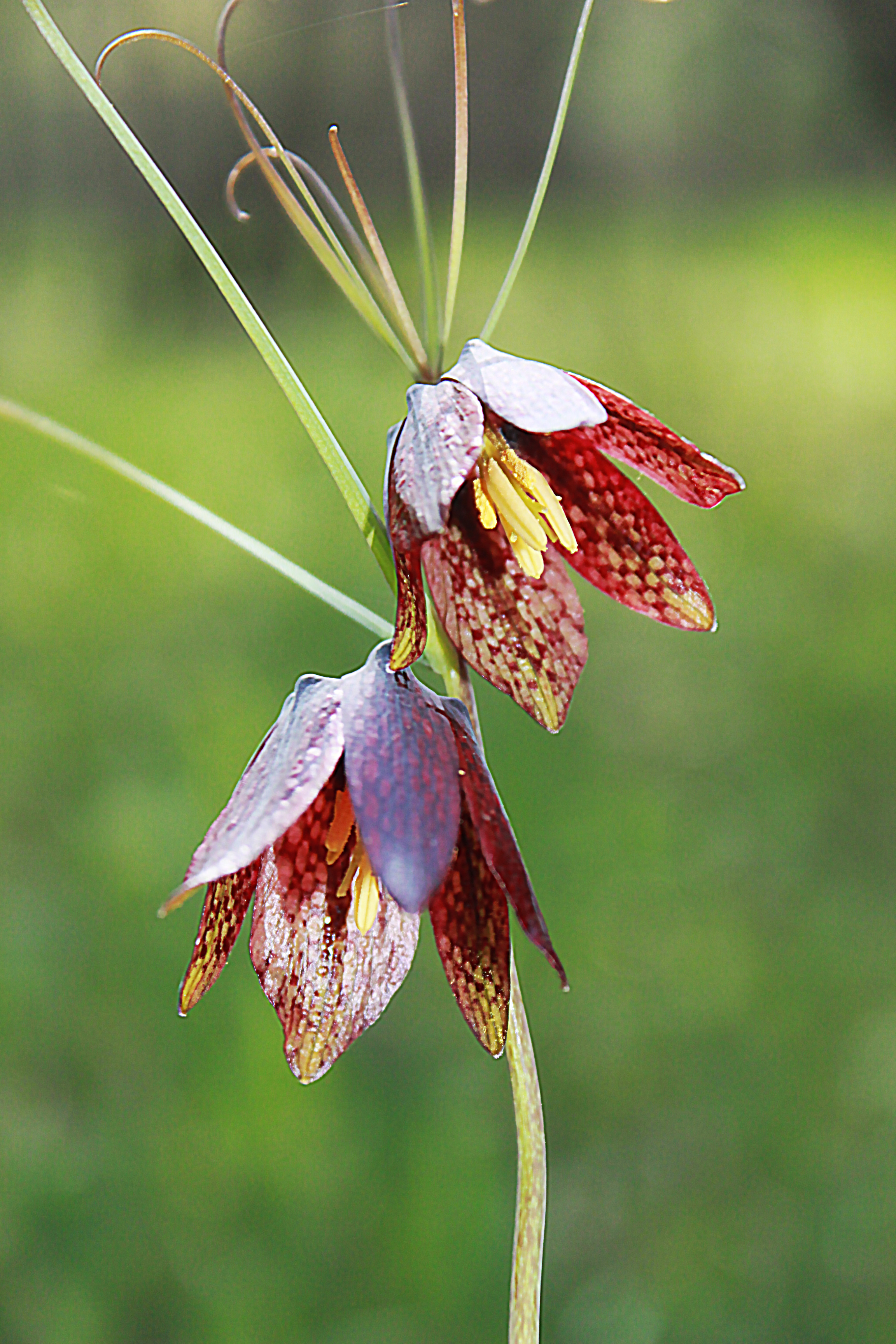
Квітки рябчика шахового

Українська видова назва шаховий вказує на специфічне забарвлення пелюсток, на яких темно-пурпурові цятки чергуються з білими у строгому порядку, наче на шахівниці. Подібне значення має і латинська назва meleagris (в перекладі «цесарка»), яка порівнює строкатість квіток з цятками на пір'ї цього птаха.

## Опис
Трав'яниста рослина 15-40 см заввишки, цибулинний геофіт.
Бульбоцибулина куляста, притиснута, завширшки 7-15 мм, зовні вкрита бурою плівчастою оболонкою, складається з двох лусок, в пазухах яких міститься по одній дочірній цибулинці. Стебло пряме з дугоподібно зігнутою верхівкою, гладке, голе. Листки сіро-зелені, широколінійні, чергові, жолобчасті, середні завдовжки 8-13 см, завширшки 3-10 мм, верхні — дрібніші.
Квітки зібрані по 2-3 штуки на верхівці квітконоса, пониклі, дзвоникуваті, без запаху. Листочки оцвітини видовжено-еліптичні, заокруглені, завдовжки 3-4 см, завширшки 1-1,5 см, зовнішні трохи вужчі за внутрішні. Пелюстки темно-пурпурові з білими цятками, які утворюють добре помітний шаховий малюнок, зрідка — білі з невиразною зеленкуватою плямистістю. Біля основи листочків є медова ямка, де міститься нектар, уздовж середньої лінії пелюстки пролягає нектароносний жолобок. Тичинки вдвічі коротші від пелюсток, у верхній частині слабкоопушені. Тичинкові нитки білі, пиляки жовті, видовжені. Маточка трохи довша за тичинки, стовпчик трироздільний. Зав'язь завдовжки 5 мм.
Плід — тригранна коробочка з тупою верхівкою. Насіння коричневого забарвлення.
Число хромосом 2n = 24.

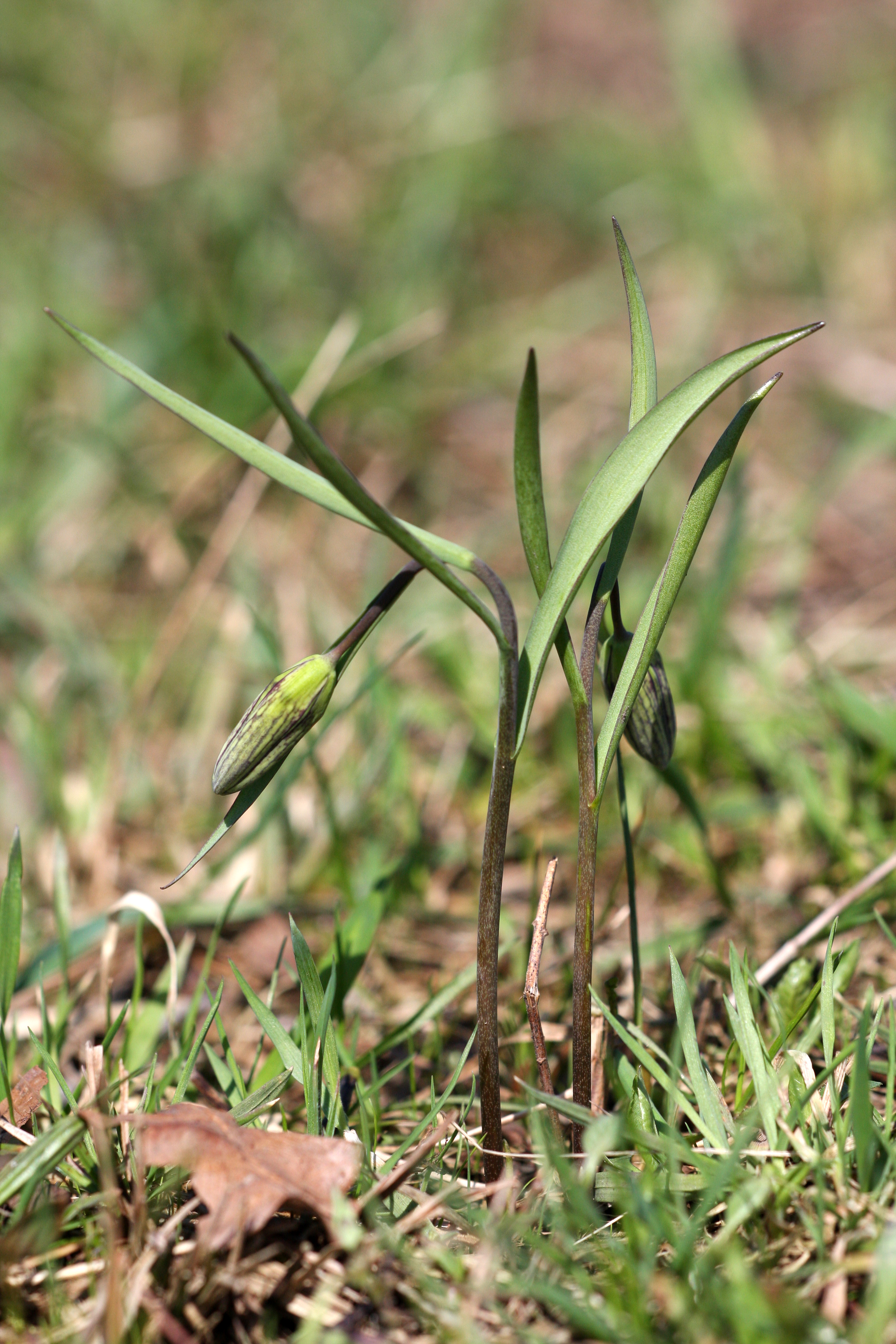
Молода рослина з пуп'янками
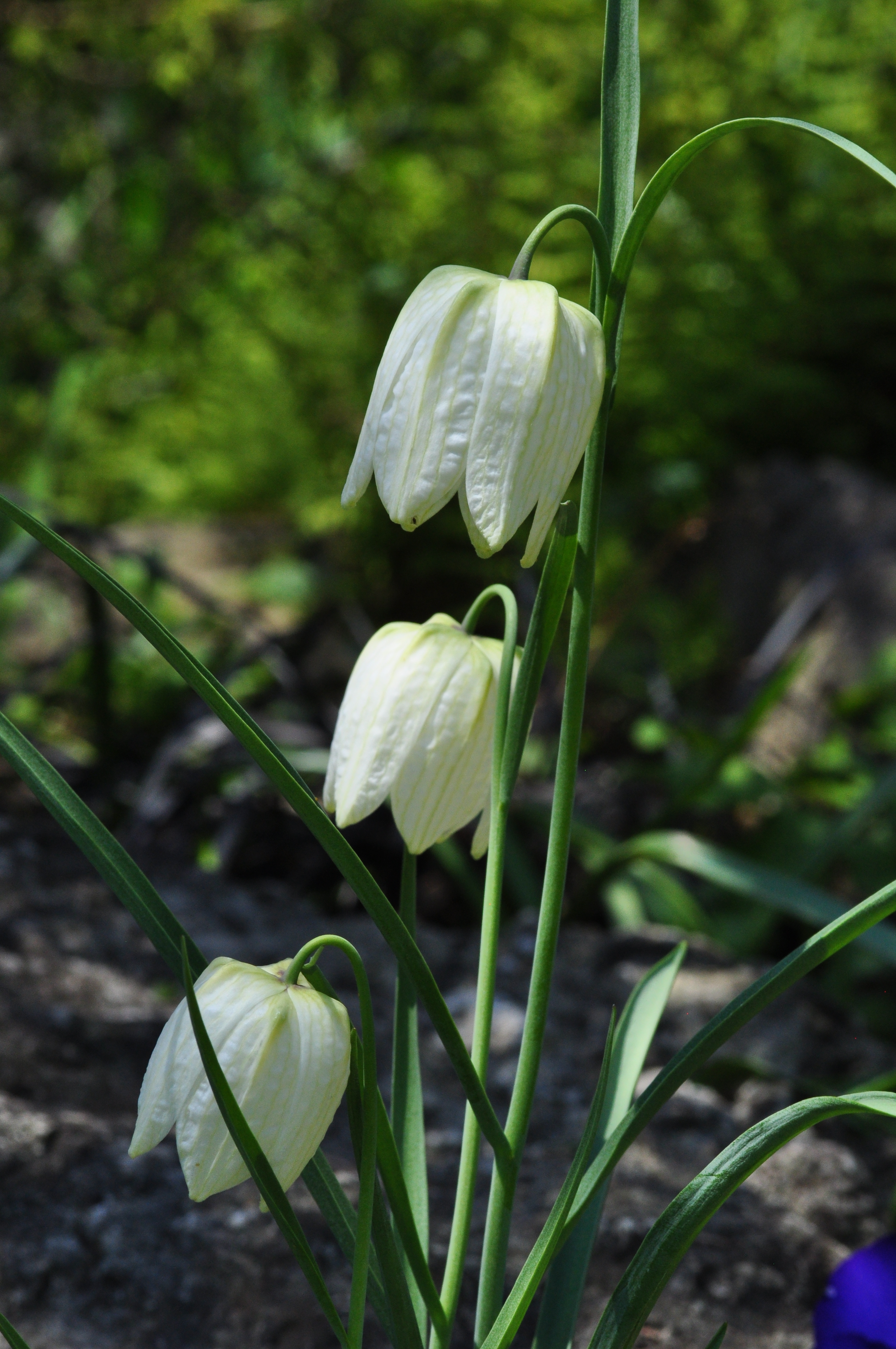
Білоквіткова форма
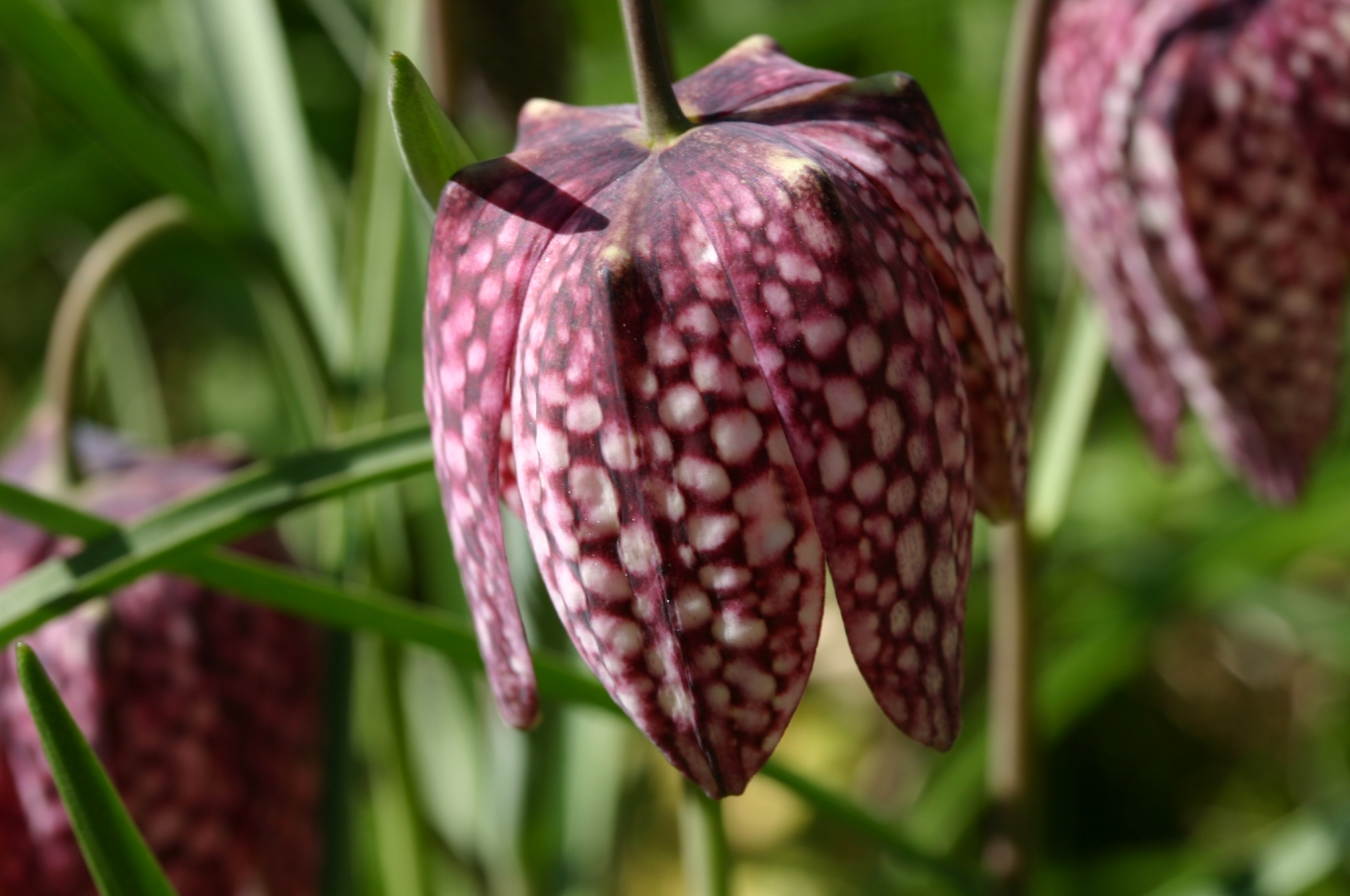
Вигляд квітки зовні
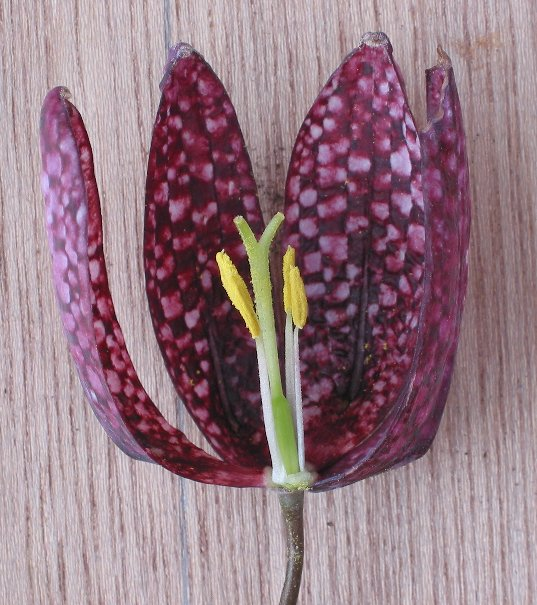
Квітка у розрізі
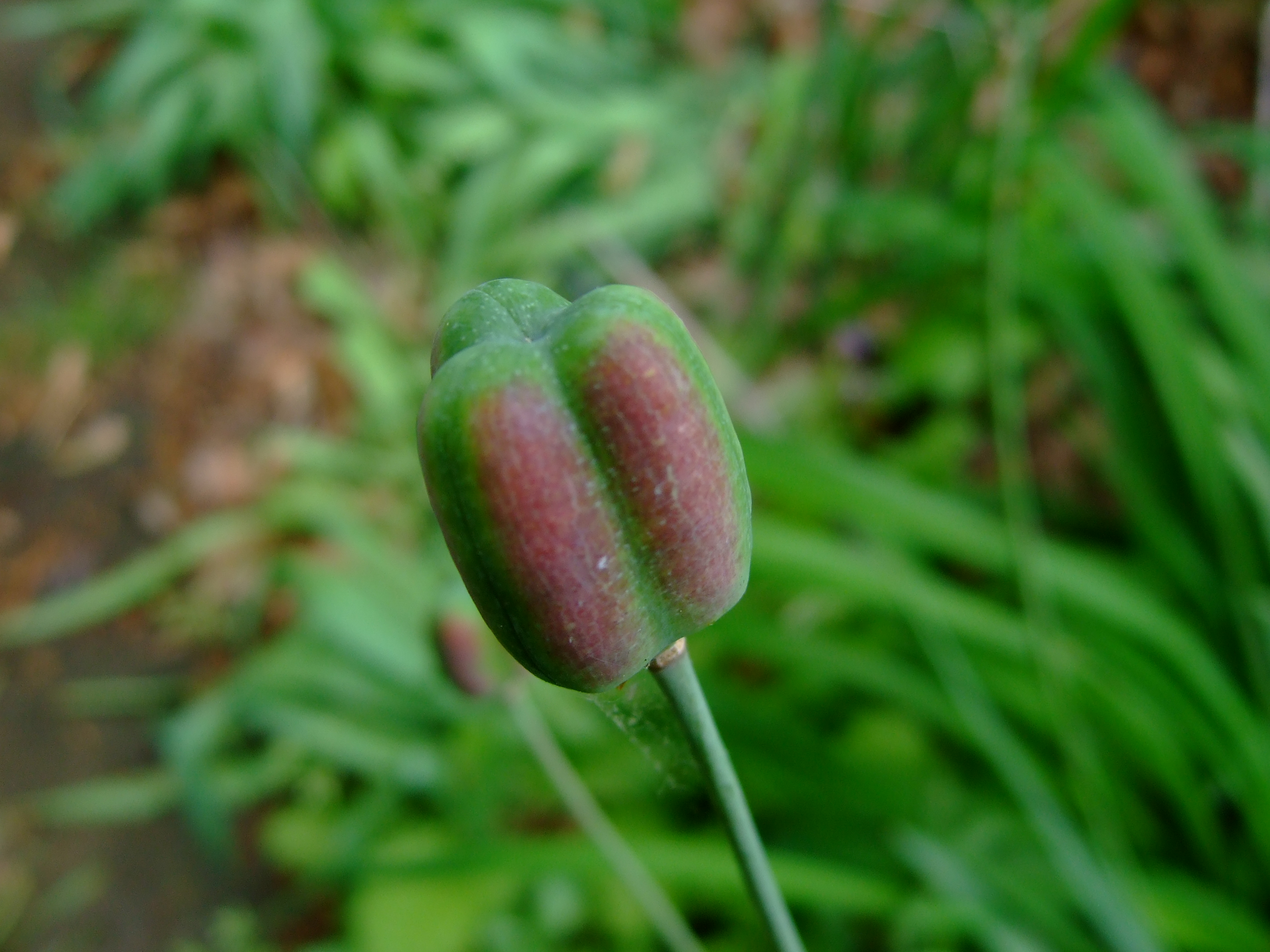
Нестиглий плід
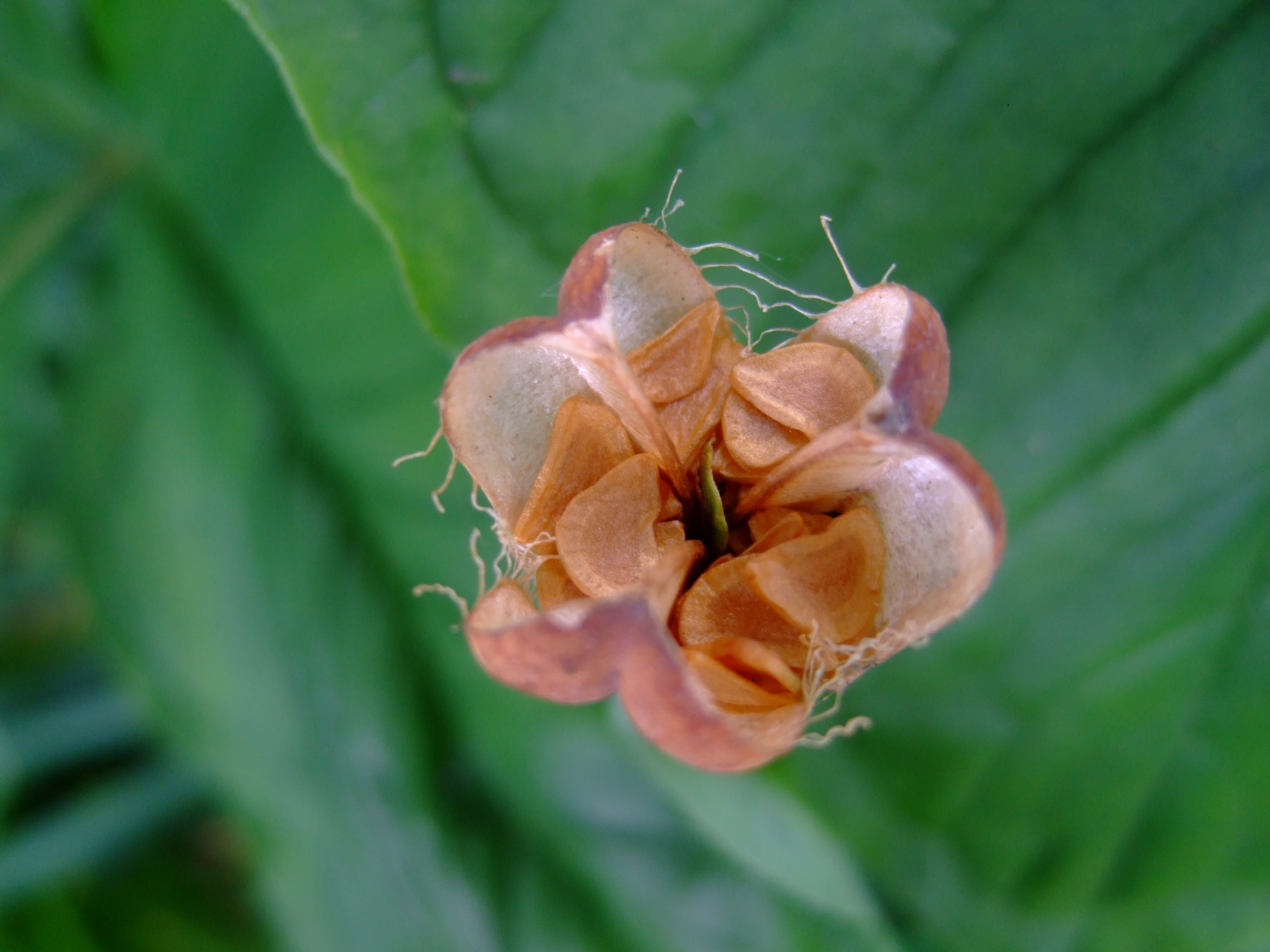
Стиглий плід з насінням

## Екологія
Рослина світлолюбна, морозостійка, помірно вологолюбна, віддає перевагу багатим на азот нейтральним ґрунтам. Типовими місцями зростання є заплави річок, вологі та заболочені луки, заплавні вільшані, ясеневі, ясенево-вільшані, дубові ліси. На Правобережжі деякі популяції зростають навіть на луках з виходами гранітів в оточенні лісів з вільхи чорної. У горах підіймається до висоти 800—1800 м.
Розмножується насінням і вегетативно (відокремленням дочірніх цибулинок). Цвітіння триває у різних частинах ареалу з березня до травня, плодоношення відбувається у червні-липні. Під час цвітіння кожна квітка залишається відкритою 6-7 днів. У цей період вона виробляє багато нектару, який наполовину складається з суміші глюкози, фруктози і сахарози. Запилюють квіти джмелі, оси, мухи, також можливе самозапилення. Рябчик шаховий пошкоджують жуки Lilioceris lilii.

## Поширення
Рябчик шаховий розповсюджений по всій Європі за винятком полярних і південних посушливих районів. У Бельгії винищений у XIX столітті. За межами Європи трапляється в Західному Сибіру, на Алтаї та півночі Казахстану.
Вважається, що у скандинавських країнах вид натуралізований, хоча в Швеції його популяції вельми численні. Не встановлений статус цієї рослини і на теренах Англії. У цій країні рябчик шаховий вперше описав Джон Джерард 1736 року — виявлені особини належали до садової колекції. Багато дослідників вважають, що саме з садків ця квітка поширилася на прилеглі території. Втім в Англії рябчик шаховий зростає лише на луках та старих сіножатях і досить погано засвоює змінені ценози, що дає підставу вважати його представником аборигенної флори.
В Україні поширений переважно у Закарпатті, Передкарпатті, Поліссі, на Буковині, заході Лісостепу.

## Статус виду
Незважаючи на широке розповсюдження, рослина пеербуває під загрозою зникнення майже по всій Європі. Охоронні заходи щодо цього виду запроваджені у Швеції, Польщі, Англії, Росії, Нідерландах, Франції, Німеччині, Австрії. У цих країнах заборонено змінювати екотопи, викопувати цибулини, збирати квіти. Для того, щоб привернути увагу суспільства до проблем охорони квітки, в Німеччині її оголошували «Рослиною року» в 1993 році.
В Україні вид охороняється в Національному природному парку «Синевир» та на території пам'ятки природи «Білка».

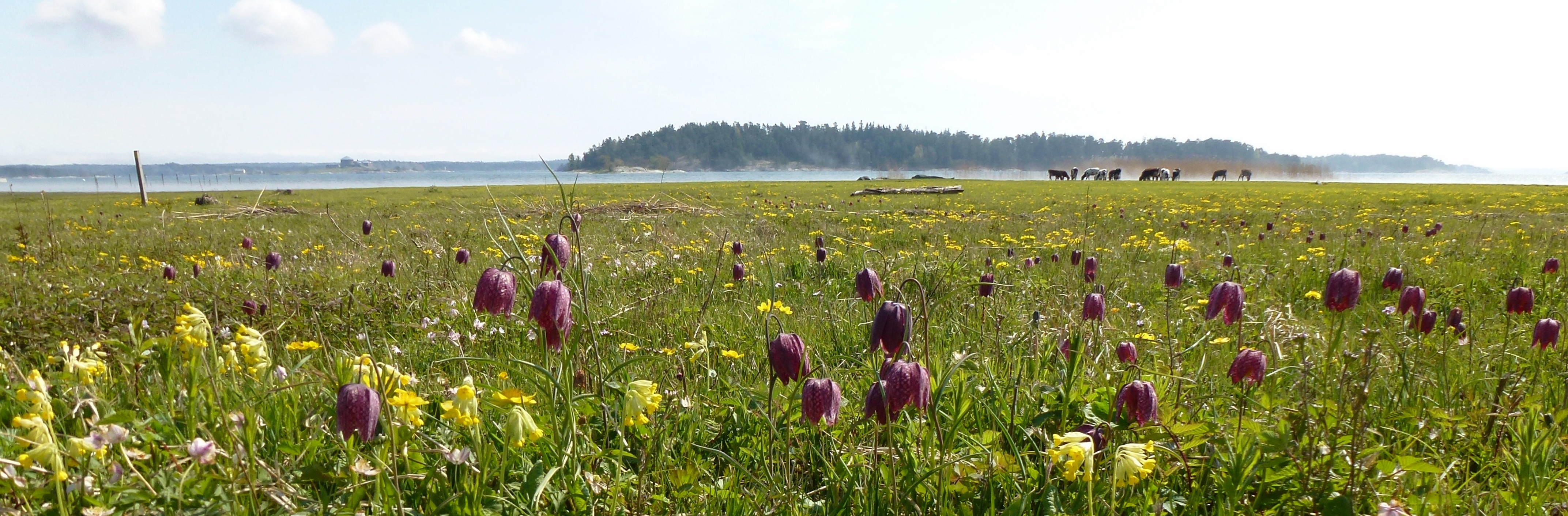
Рябчик шаховий і первоцвіт весняний в заповіднику Сандемарс (Швеція)

## Застосування

Рябчик шаховий на гербі Зеестермює

Рябчики на гербі Гетлінгена

Рябчик шаховий здавна вирощують як декоративну рослину, оскільки красою він поступається лише ефектному рябчику імператорському. У Західній Європі цей вид відомий у культурі з 1519 року, де майже одразу набув популярності. У 1600—1603 роках художник Якоб де Гейн молодший зобразив рябчик шаховий на одному зі своїх натюрмортів. Втім, у XIX столітті ця рослина дещо поступилася в популярності екзотам, привезеним з колоніальних країн.
У сучасному квітникарстві цей вид використовують для оформлення клумб, альпінаріїв, аранжування букетів. Виведено декілька сортів і форм, в тому числі з білими, рожевими, яскраво-пурпуровими повними квітками.
У минулому бульбоцибулини рябчика шахового застосовували в народній медицині для лікування кашлю, гарячки, абсцесу легень, як жарознижуюче тощо. З рослини виготовляли спиртову настойку, є свідчення, що в їжу вживали навіть сирі бульбоцибулини. Проте такі способи застосування викликають сумніви, оскільки біохіміками в підземних органах рябчика виявлено отруйний алкалоїд імперіалін. У разі вживання необроблених бульбоцибулин можливі порушення кровообігу, судоми, блювання, а маленьким дітям загрожує навіть зупинка серця. У випадку отруєння необхідно вводити спазмолітики.

## Цікаві факти
Квіти рябчика шахового зображені на гербах німецьких громад Зеестермює і Гетлінген, норвезького фюльке Опплан, словенських громад Брезовиця, Добровник, Іг, Трновська Вас, Трзин. У 2002 році цю рослину було обрано емблемою англійського графства Оксфордшир.

## Синоніми
- Fritillaria meleagris subsp. burnatii (Planch.) Rix
- Fritillaria meleagris var. contorta (Baker) W.Mill.
- Fritillaria meleagris subsp. meleagris
- Lilium meleagris (L.) E.H.L.Krause[1]